# Alida van Houten
Alida van Houten (Groningen, 22 augustus 1868 – aldaar, 2 december 1960) was een Nederlandse schilder en graficus.

## Leven en werk
Van Houten was een dochter van Hindrik van Houten (1833-1883), houthandelaar en lid van Provinciale Staten in Groningen, en Alida Cornelia Christina ten Bruggen Cate (1840-1923). Haar vader was amateurtekenaar en ook andere leden van de familie, waaronder haar tante Sientje Mesdag-van Houten, waren kunstzinnig actief. Ze volgde, net als haar broer Gerrit van Houten, een opleiding aan Academie Minerva in de stad Groningen. Ze kreeg les van onder anderen Ferdinand Oldewelt en Dirk de Vries Lam. In 1897, bij het honderdjarig bestaan van de academie, ontving ze de zilveren medaille in de damesklasse. Afina Goudschaal behaalde de bronzen medaille.
Van Houten schilderde in olieverf portretten, landschappen en stillevens. Ze was lid van het Kunstlievend Genootschap Pictura in Groningen en van de Amsterdamse verenigingen Arti et Amicitiae en Sint Lucas. Ze musiceerde en schreef ook, onder andere over haar broer Gerrit. Ze overleed op 92-jarige leeftijd en werd begraven op de Zuiderbegraafplaats in Groningen.

## Zie ook

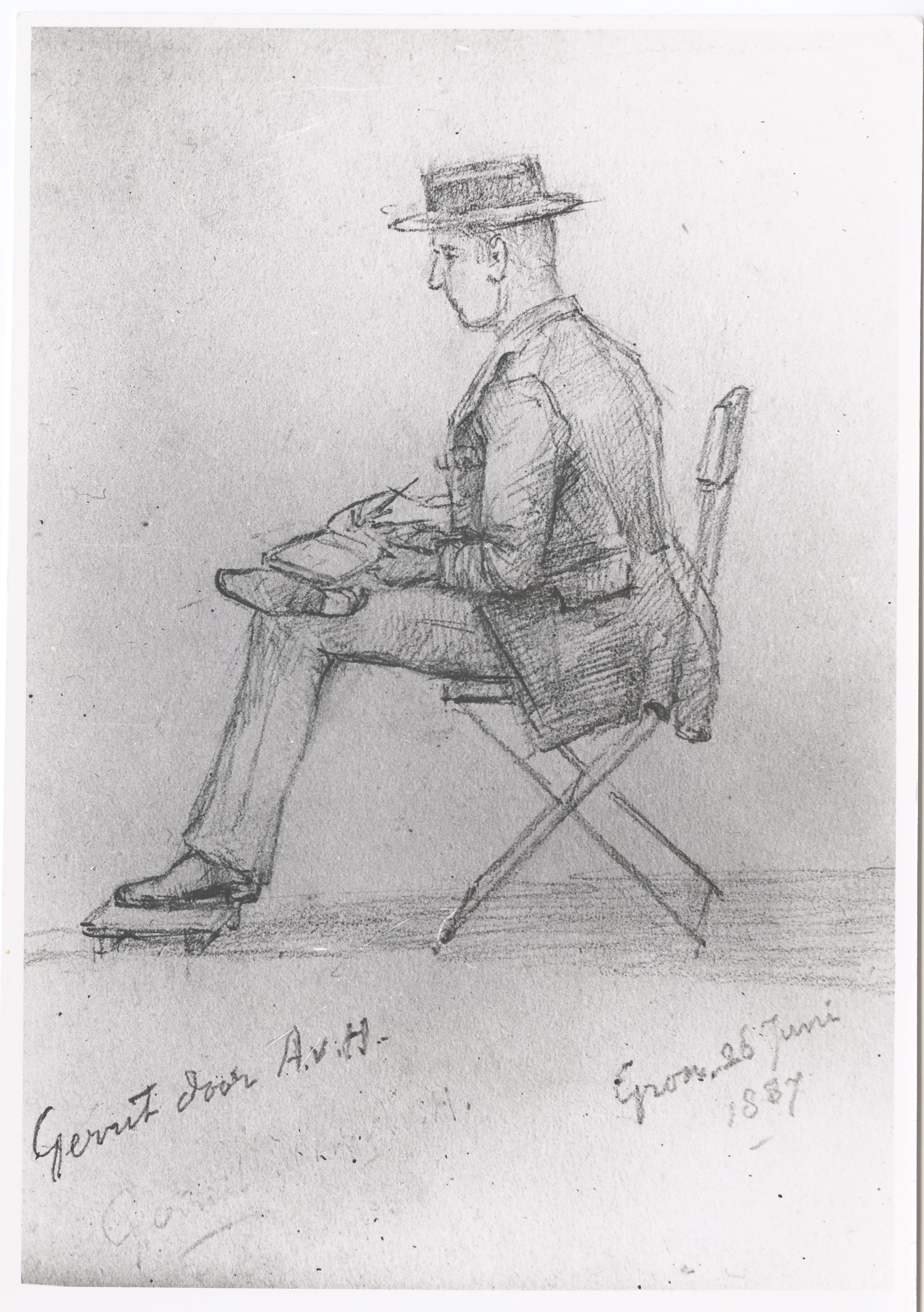
Gerrit van Houten, getekend door Alida van Houten